# Jardín Botánico de Padua
El Jardín Botánico de Padua (en italiano: Orto Botánico di Pádova) es un jardín botánico que se encuentra en Padua (Italia). 
Fue fundado en 1545, siendo el jardín botánico universitario aún existente, más antiguo del mundo. El primero en ser establecido fue el Jardín Botánico de Pisa, fundado en 1544, en el transcurso de la historia ha cambiado poco el jardín, encontrándose en la localización que tenía en 1591.

## Historia
El primer prefecto del jardín fue Luigi Squalermo, conocido como Anguillara (1512-1570), que introdujo unas 2000 especies con el propósito de facilitar el aprendizaje y el conocimiento de las plantas medicinales, a los estudiantes de la universidad.

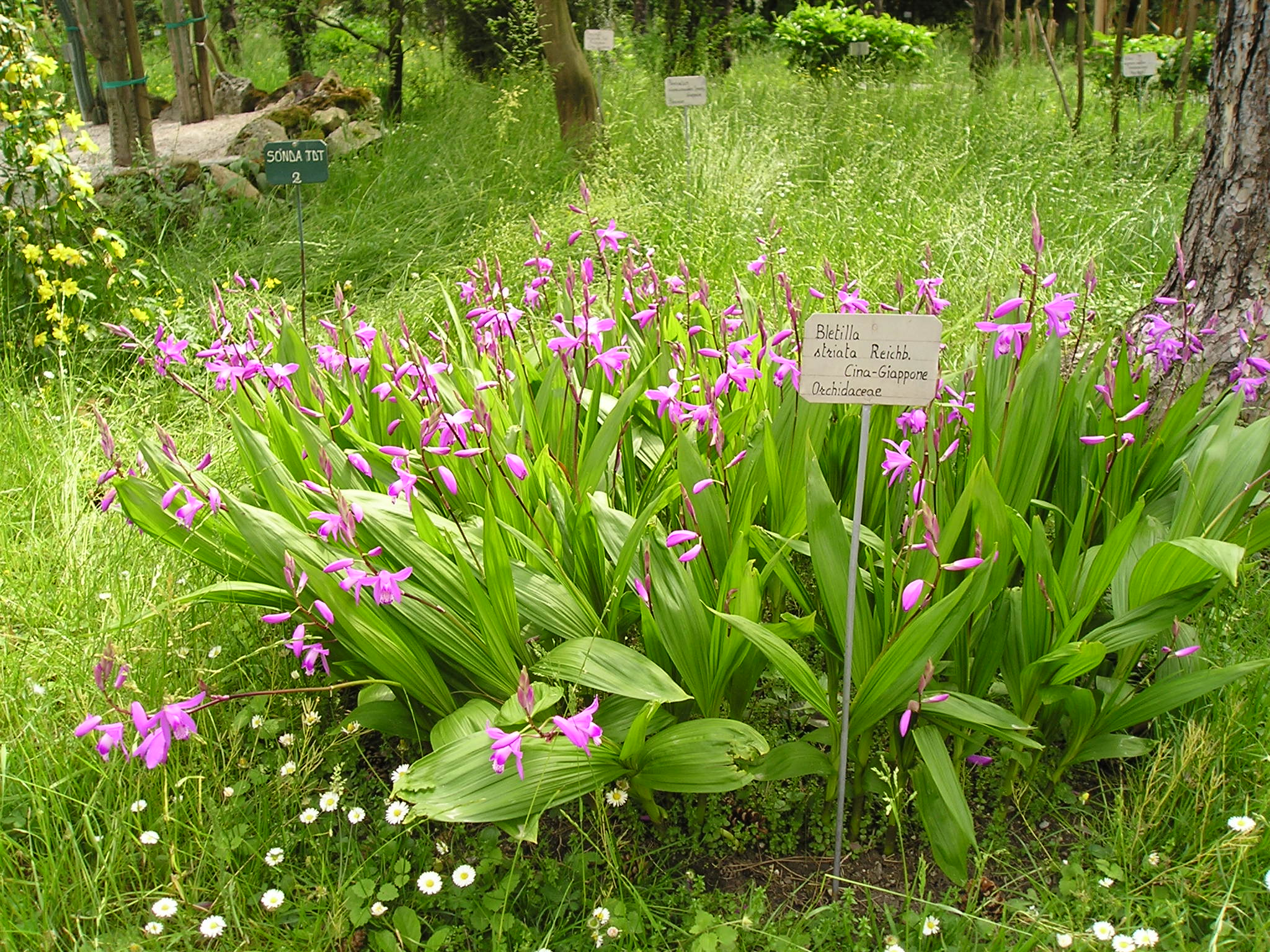
Bletilla striata en el Jardín Botánico de Padua.

En 1997 fue inscrito en la lista del Patrimonio de la Humanidad de la Unesco, con la siguiente motivación:

El jardín botánico de Padua es el origen de todos los jardines botánicos del mundo y representa la cuna de la ciencia, los cambios científicos y nos hace comprensibles las relaciones entre la Naturaleza y la Cultura. Este ha contribuido ampliamente al progreso de numerosas disciplinas científicas modernas, en particular botánica, medicina, química, ecología y farmacia.

## Estructura
El jardín botánico tiene actualmente una superficie de casi 22 mil metros cuadrados. La estructura está circundada por un muro circular construido en el 1552 con el propósito de surtir de hierbas medicinales. En el interior cuatro divisiones que a su vez están divididos en arriates con lechos de plantas. En el centro un estanque para las plantas acuáticas que está alimentado por una fuente de agua caliente que mana de un estrato trescientos metros por debajo del jardín. 

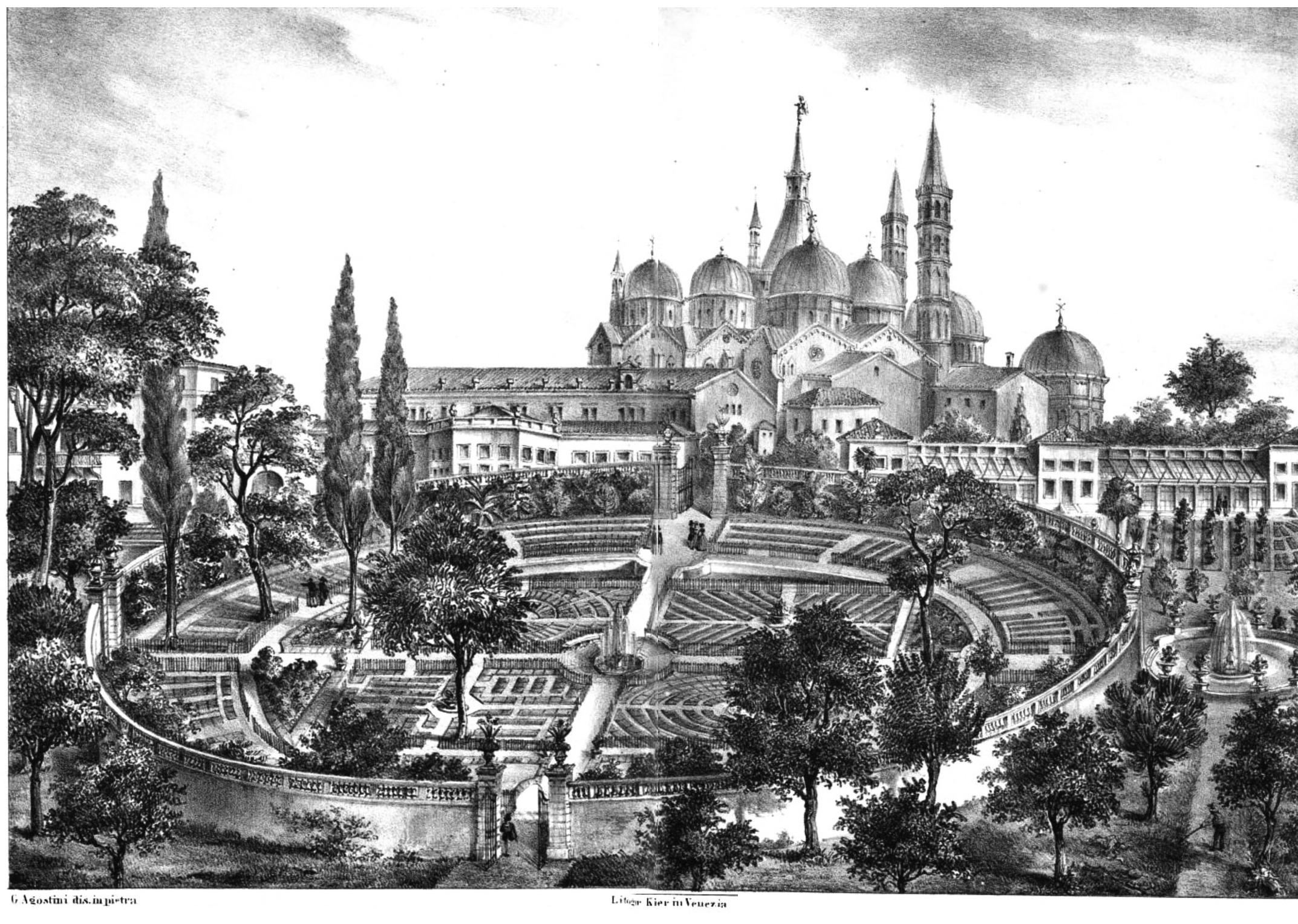
El Jardín Botánico de Padua (u Orto dei Semplici) en una estampa de época; en el fondo, la Basílica de San Antonio.

## Colecciones
Debido a una escasez de invernáculos, las plantas están situadas principalmente al aire libre. Unos 6.000 tipos de plantas se están cultivando y se están arreglando actualmente según estándares taxonómicos, utilitarios, ecológicos, ambientales e históricos. 
La colección sistemática se concentra en los cuatro arriates centrales más grandes.

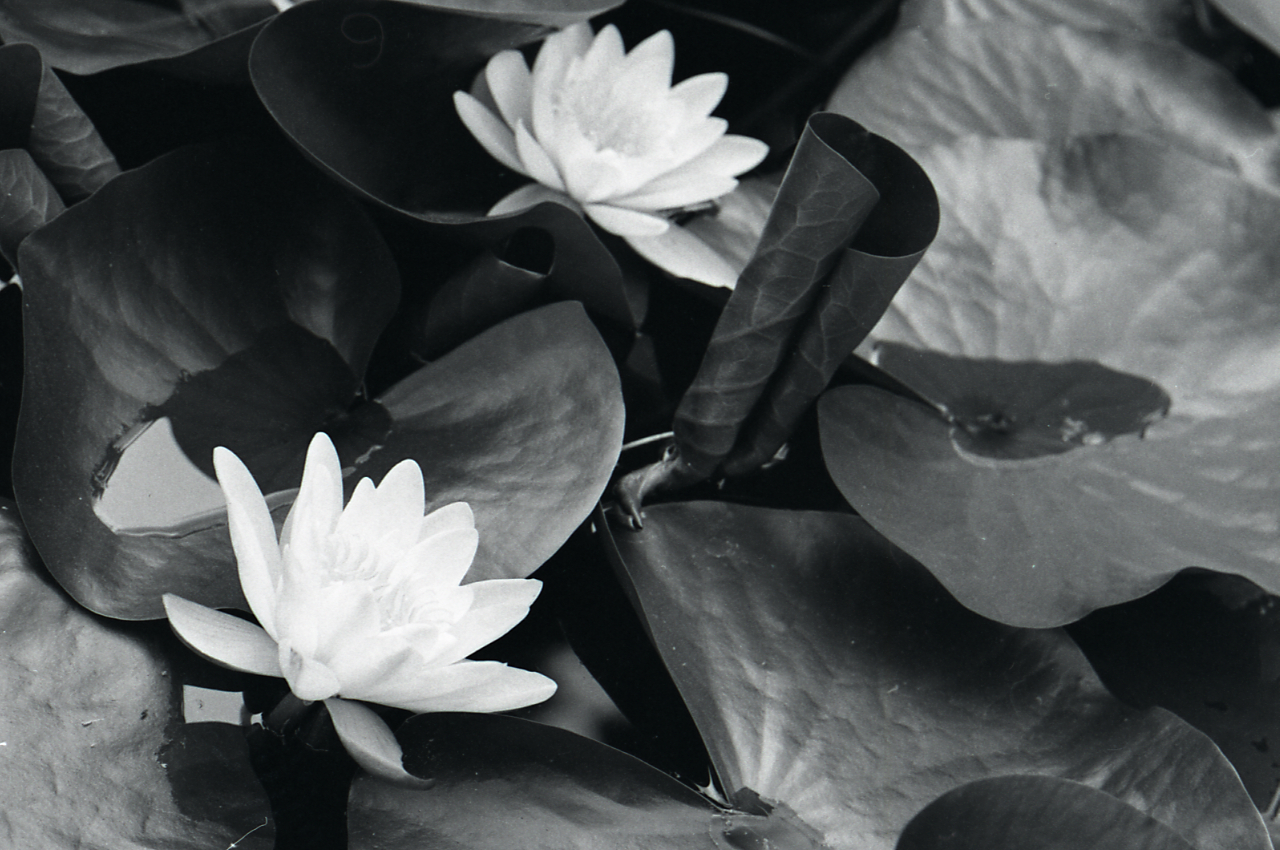
Las nympheas en una fotografía del 1967

Actualmente las colecciones incluyen:
- Las plantas medicinales son las más importantes, siendo las que representan el propósito original del jardín botánico. Estas se clasifican según taxonomía de Engler, basada en la filogenética, las relaciones entre las familias. Cada planta se etiqueta con su sustantivo científico y sus características terapéuticas principales.
- Una colección de plantas venenosas se ha instalado recientemente con paneles didácticos: muchas de estas plantas venenosas se encuentran también en el sector de las plantas medicinales porque en cantidades convenientes pueden ser utilizadas para tratar las enfermedades.
- Plantas insectívoras, plantas que se encuentran en suelos pobres en nitrógeno, estas plantas para sobrevivir,  deben utilizar las proteínas de algunos pequeños insectos capturados con sus hojas para contrarrestar sus deficiencias de nutrientes.
- Plantas crasas en una reconstrucción de un hábitat desértico (en primavera y verano).
- Orquídeas, con un microhábitat húmedo caliente que permite el cultivo de estas plantas procedentes de bosques tropicales.
- Plantas acuáticas que crecen aquí en muchos estanques, y experimentan adaptaciones similares causadas por los hábitat originales.
- Plantas del maquis mediterráneo, que contiene la vegetación costera típica de la cuenca mediterránea, caracterizada por un clima de veranos calientes e inviernos suaves. Una impenetrable maraña que se compone de un matorral de plantas perennes leñosas y los árboles así como numerosas plantas trepadoras, a menudo espinosas.
- Jardín Alpino: plantas características de clima alpino típico, sistema que se encuentra sobre la ladera de la montaña. Caracterizado por las zonas del detritus rocoso donde las plantas de porte herbáceo hunden sus raíces en este suelo suelto y pobre, junto con los arbustos, y los árboles torcidos pequeños tales como el pino del mugo y el enebro enano. Palma de Goethe.

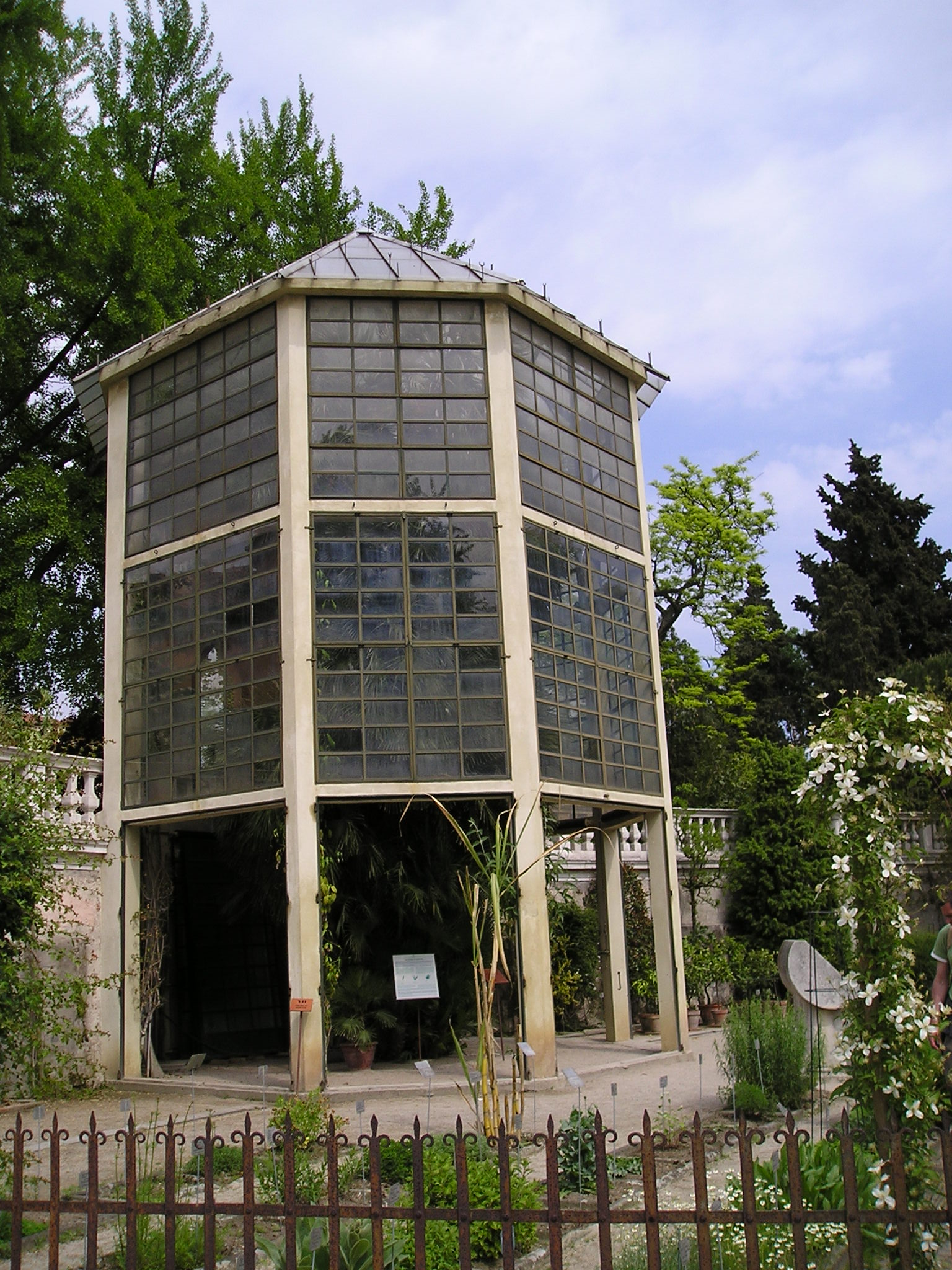
Palma de Goethe.

- Plantas típicas del Triveneto: Esta es una colección de plantas representativas de las colinas de Euganea y del área que rodea el jardín botánico. Hay también una sección dedicada a la colección, a la preservación y al estudio de plantas en peligro de la extinción.

Entre los ejemplares más interesantes se encuentra la palma de San Pedro (Chamaerops humilis L.) que se plantó en 1585 y a la que Goethe le dedicó alguno de sus escritos.
Son numerosas las plantas que fueron introducidas en Italia por primera vez a través de este jardín botánico. Entre estas se encuentra el Ginkgo biloba, la magnolia, la patata, el jazmín, la acacia y el girasol.